# Allendale (Illinois)
Allendale – wieś w Stanach Zjednoczonych, w stanie Illinois, w hrabstwie Wabash. 

## Demografia
W 2000 r. wieś o powierzchni 0,79 km² zamieszkiwało 528 osób. W 2023 r. liczba mieszkańców spadła do 442 osób, a gęstość zaludnienia poniżej 560 osób/km².